# Waterman (Washington)
Waterman az Amerikai Egyesült Államok északnyugati részén, Washington állam Kitsap megyéjében elhelyezkedő önkormányzat nélküli település.
Waterman postahivatala 1904 és 1935 között működött. A település névadója Delos Waterman telepes.

## Fordítás
Ez a szócikk részben vagy egészben  a   Waterman, Washington című angol Wikipédia-szócikk ezen változatának fordításán alapul.  Az eredeti cikk szerkesztőit annak laptörténete sorolja fel. Ez a jelzés csupán a megfogalmazás eredetét és a szerzői jogokat jelzi, nem szolgál a cikkben szereplő információk forrásmegjelöléseként.